# هتر برنس
هتر برنس (انگلیسی: Heather Burns؛ زادهٔ ۷ آوریل ۱۹۷۵) یک هنرپیشه، بازیگر سینما، و فیلم‌نامه‌نویس اهل ایالات متحده آمریکا است. وی از سال ۱۹۹۶ میلادی تاکنون مشغول فعالیت بوده‌است.
از فیلم‌ها یا برنامه‌های تلویزیونی که وی در آن نقش داشته است می‌توان به دختر شایسته اخلاق، افسونگر ، تماشای کارآگاهان، دختر شایسته اخلاق ۲ و آگهی دوهفته اشاره کرد.